# 음력 2월 4일
음력 2월 4일은 음력 2월의 4번째 날이다.

## 문화
- 1990년 - 부산 도시철도 1호선 토성역 ~ 서대신역 개통.
- 1998년 - 대한민국 대전광역시·충청남도 일원(현 세종특별자치시 포함)에서 TJB Power FM 개국.

## 탄생
- 1641년 - 조선 제18대 국왕 현종.
- 1978년 - 대한민국의 배우 남궁민.
- 1980년 - 대한민국의 가수 옥주현 (핑클).
- 1989년 - 대한민국의 가수 수현 (유키스).
- 1992년 - 대한민국의 가수 임현식 (비투비).
- 2000년 - 대한민국의 가수 활 (더보이즈).

## 사망
- 1418년 - 조선 태종의 4남 성녕대군.

## 같이 보기
- 음력 360일: 1월 2월 3월 4월 5월 6월 7월 8월 9월 10월 11월 12월
- 전날:2월 3일 다음날:2월 5일 - 전달:1월 4일 다음달:3월 4일
- 양력:2월 4일
- 음력, 윤달